# Get the Clip
Get the Clip war eine Sendung des Musiksenders VIVA. Früher wurde die Sendung auf dem Kanal VIVA Plus als Hauptsendung ausgestrahlt. Mit der Umstellung von VIVA Plus auf Comedy Central wurde Get the Clip in das Programm von VIVA integriert. Am 19. Februar 2014 lief die letzte Ausgabe der Sendung, ehe sie danach eingestellt wurde. Sie wurde durch die Musiksendung #TREND ersetzt.

## Ablauf

Vorheriges Logo

In der Sendung konnte jeder Zuschauer entweder durch einen Anruf oder  per SMS für ein Musikvideo stimmen. Das Video mit den meisten Stimmen wurde dann ausgestrahlt. Zur Auswahl standen ca. 80 bis 100 Clips. Aktualisiert wurde die Liste der Clips einmal wöchentlich. 
Anfangs wurde Get the Clip auf VIVA Plus für drei Stunden am Nachmittag ausgestrahlt. Der damalige Slogan lautete Please the litter and Get the Clip. Zu dieser Zeit war das Design passend zum On-Air-Design von VIVA Plus in den Farben Orange, Gelb, Blau gehalten. Später wurde Get the Clip täglich neun Stunden in einem graugrünen Design mit unterschiedlichen Farbakzenten ausgestrahlt. In regelmäßigen Abständen wurden Get-the-Clip-Ausgaben mit Fokus auf ein bestimmtes Musikgenre – etwa Rock, Hip-Hop oder Partymusik – ausgestrahlt. 
Nachdem VIVA Plus auf Comedy Central umgestellt wurde, ist die Sendung in das Programm des Senders VIVA integriert worden. 